# المجمع المغلق 1352
المجمع المغلق 1352 هو المجمع الموكول بانتخاب بابا الكنيسة الكاثوليكية الجديد بعد استقالة البابا. انعقد مجمع الكرادلة لانتخاب البابا الجديد بدءًا من
16 ديسمبر 1352 وانتهى في 18 ديسمبر 1352. انتُخبَ إينوسنت السادس ليكون البابا الجديد للكنيسة.